# Gżira
Gżira – jedna z jednostek administracyjnych na Malcie. Mieszka tutaj 8029 osób. Częścią Gżiry jest wyspa Manoela.

## Turystyka
- Fort Manoel, fort z 1733 roku
- Fawwara Gate, łuk triumfalny z 1796 roku
- Lazzaretto na wyspie Manoela, historyczny budynek, dawny lazaret
- Kościół parafialny pw. Matki Bożej Szkaplerznej (Parish Church of Our Lady of Mount Carmel, znany też jako Carmelite Church), neobarokowy kościół z XX wieku[4]
- Kościół parafialny pw. Chrystusa Zbawiciela (Church of Christ the Redeemer)[5]

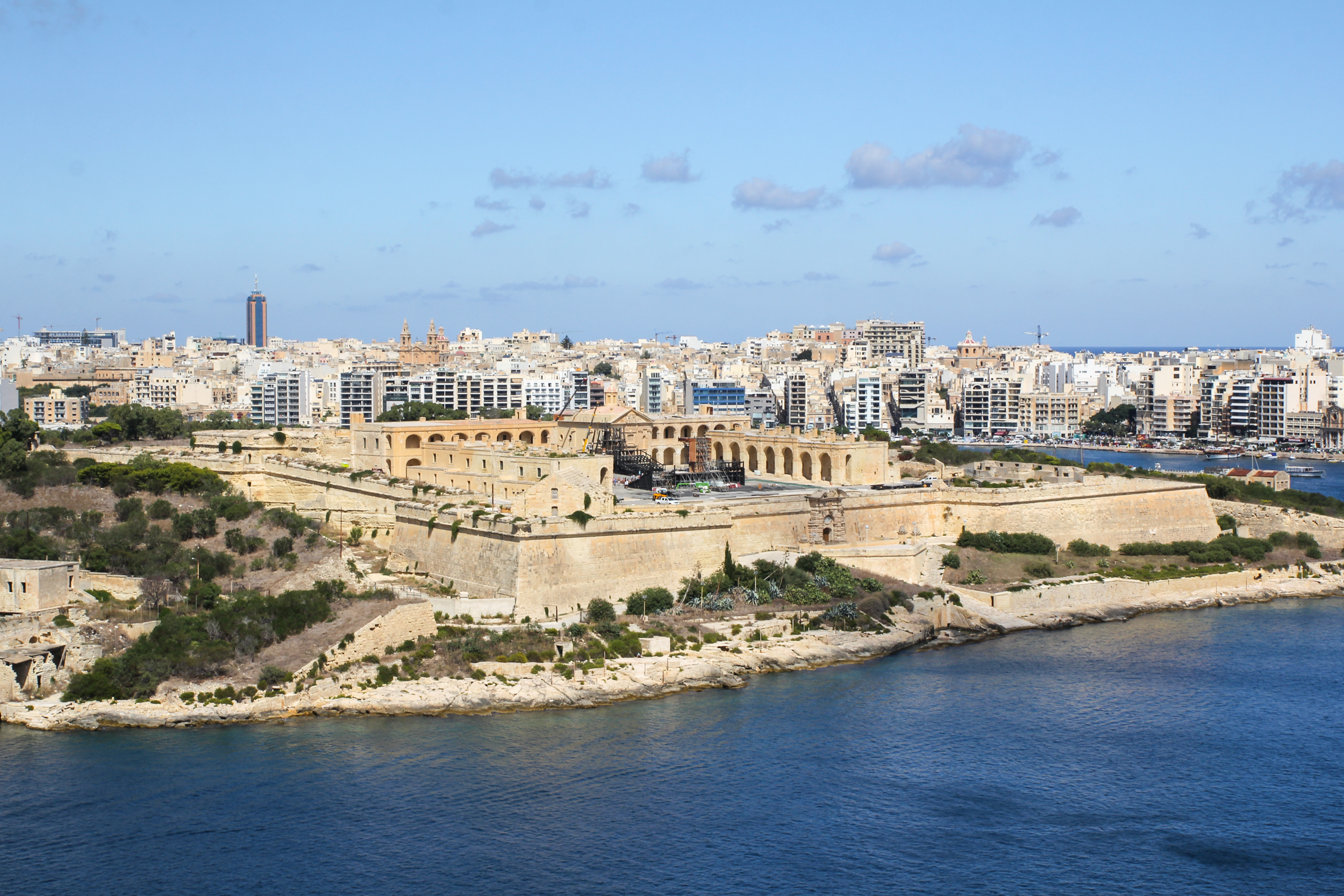
Fort Manoel
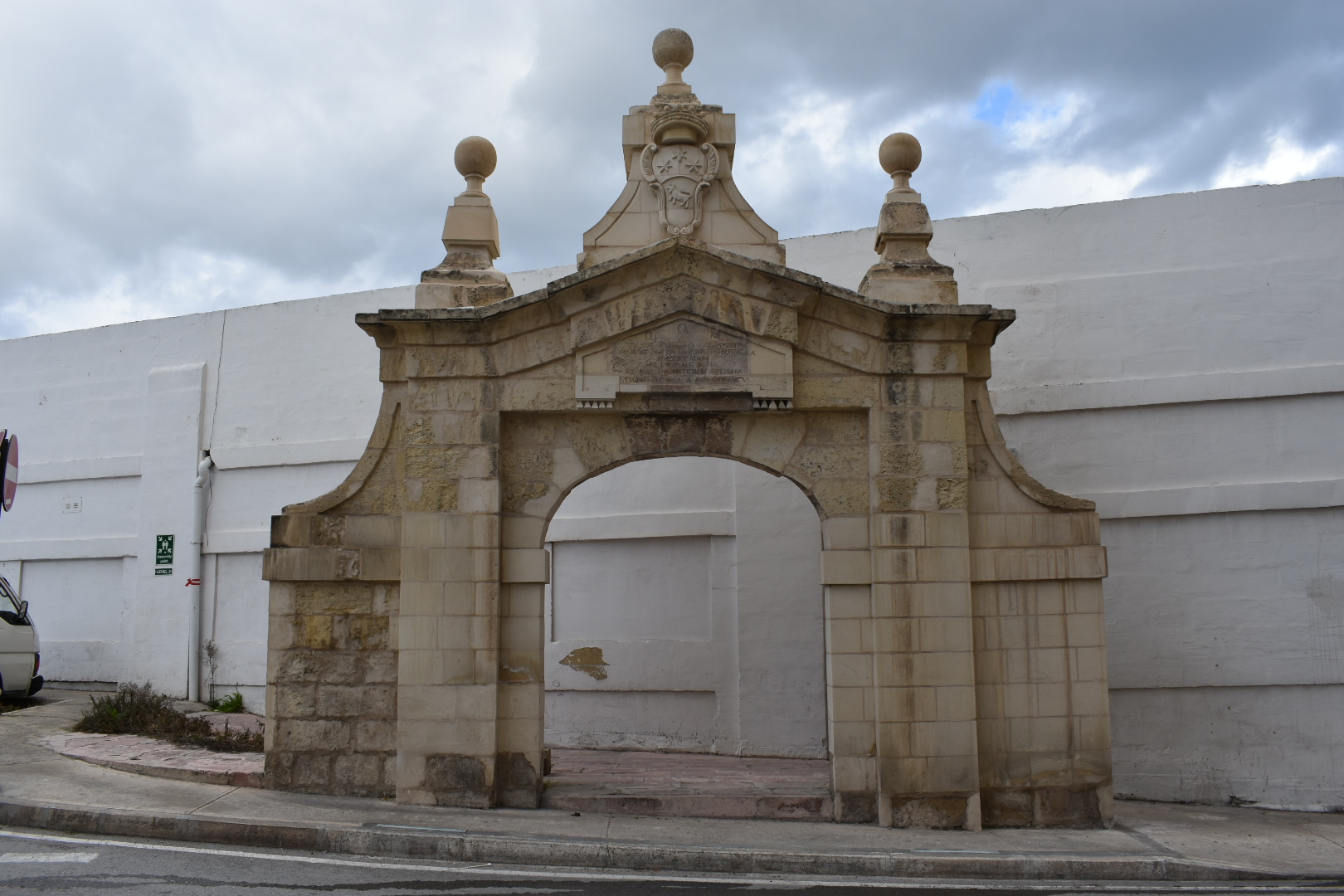
Brama Fawwara
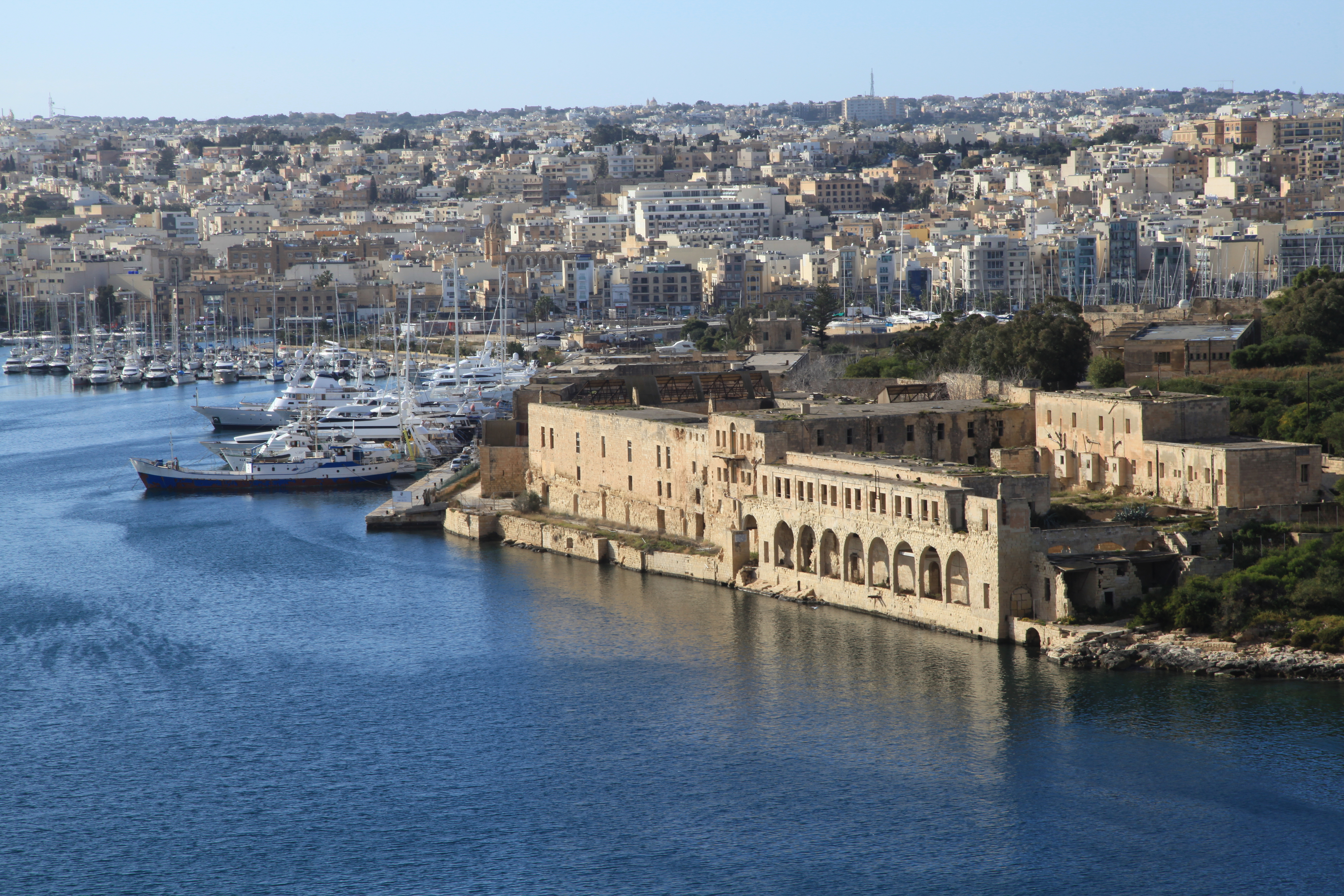
Lazzaretto
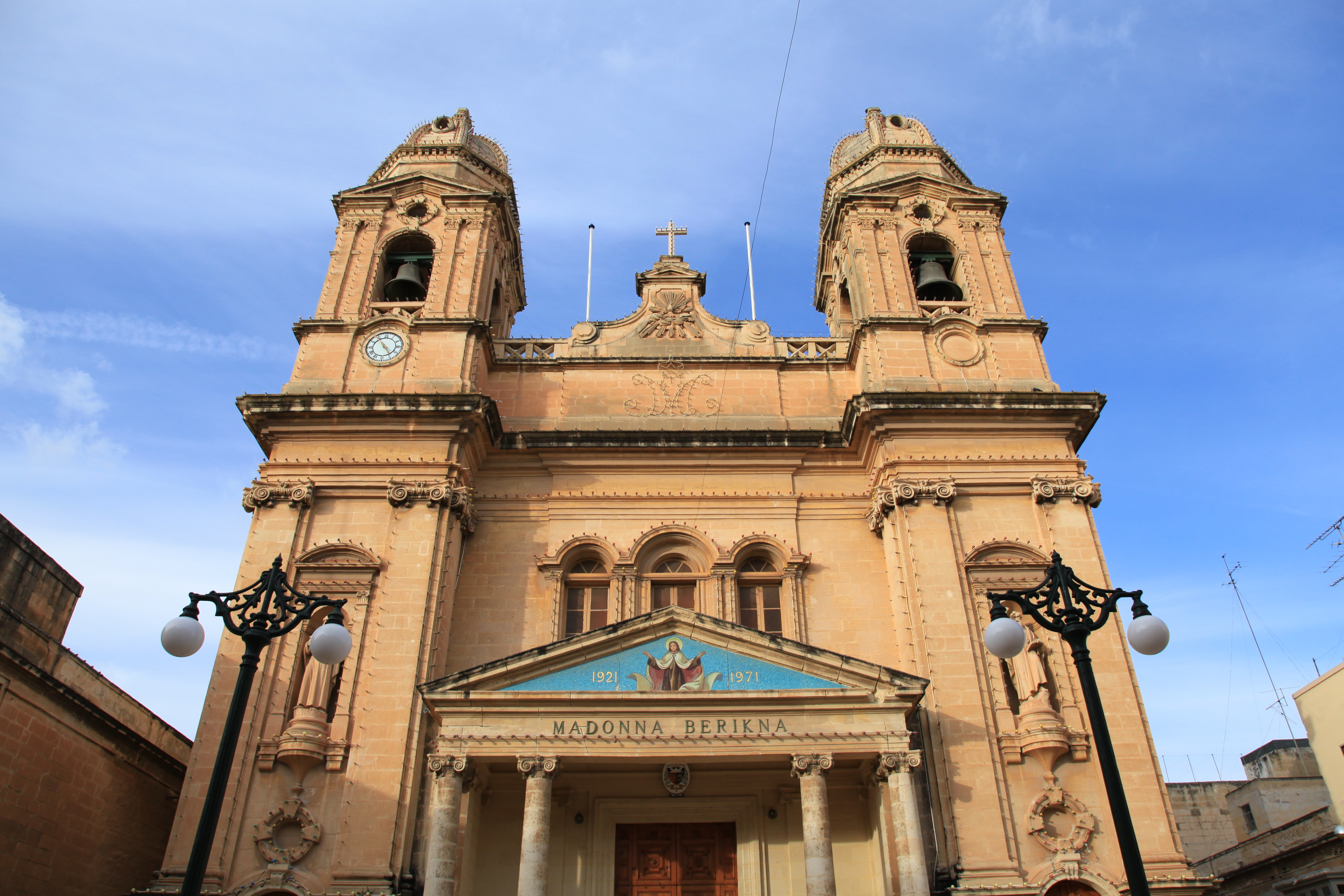
Kościół parafialny
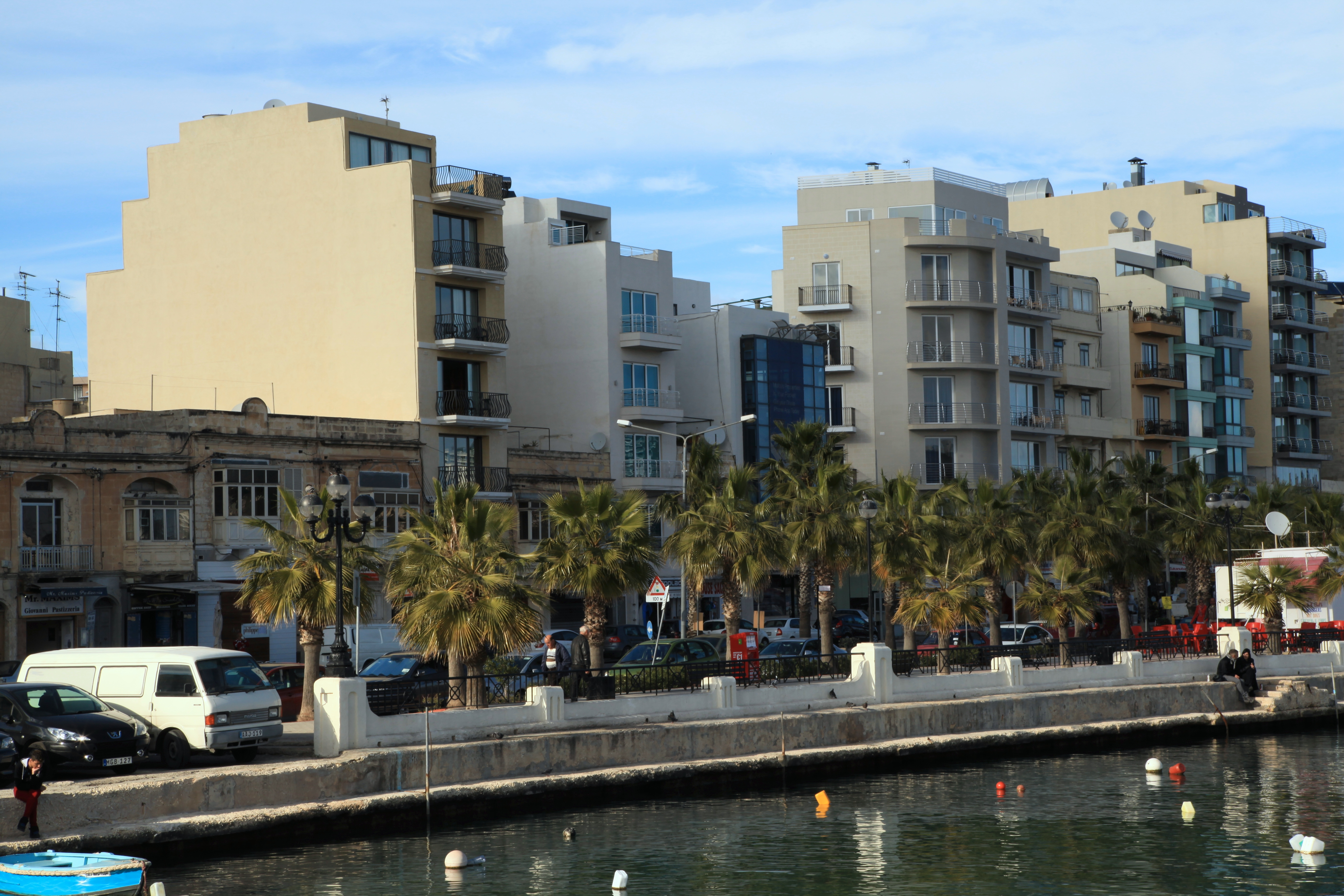
Ulica Triq Ix-Xatt
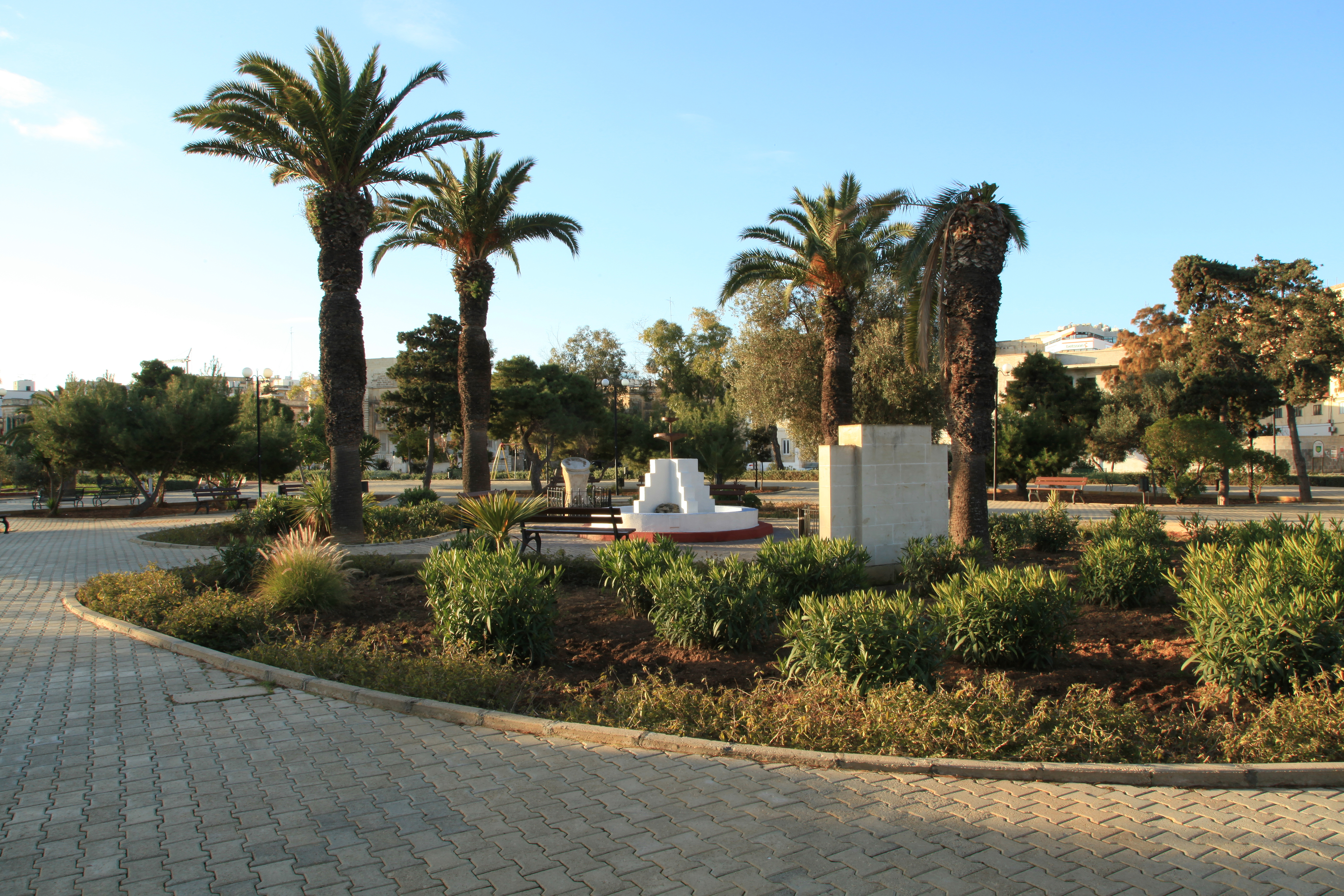
Ogród Ġnien il-Kunsill tal-Ewropa
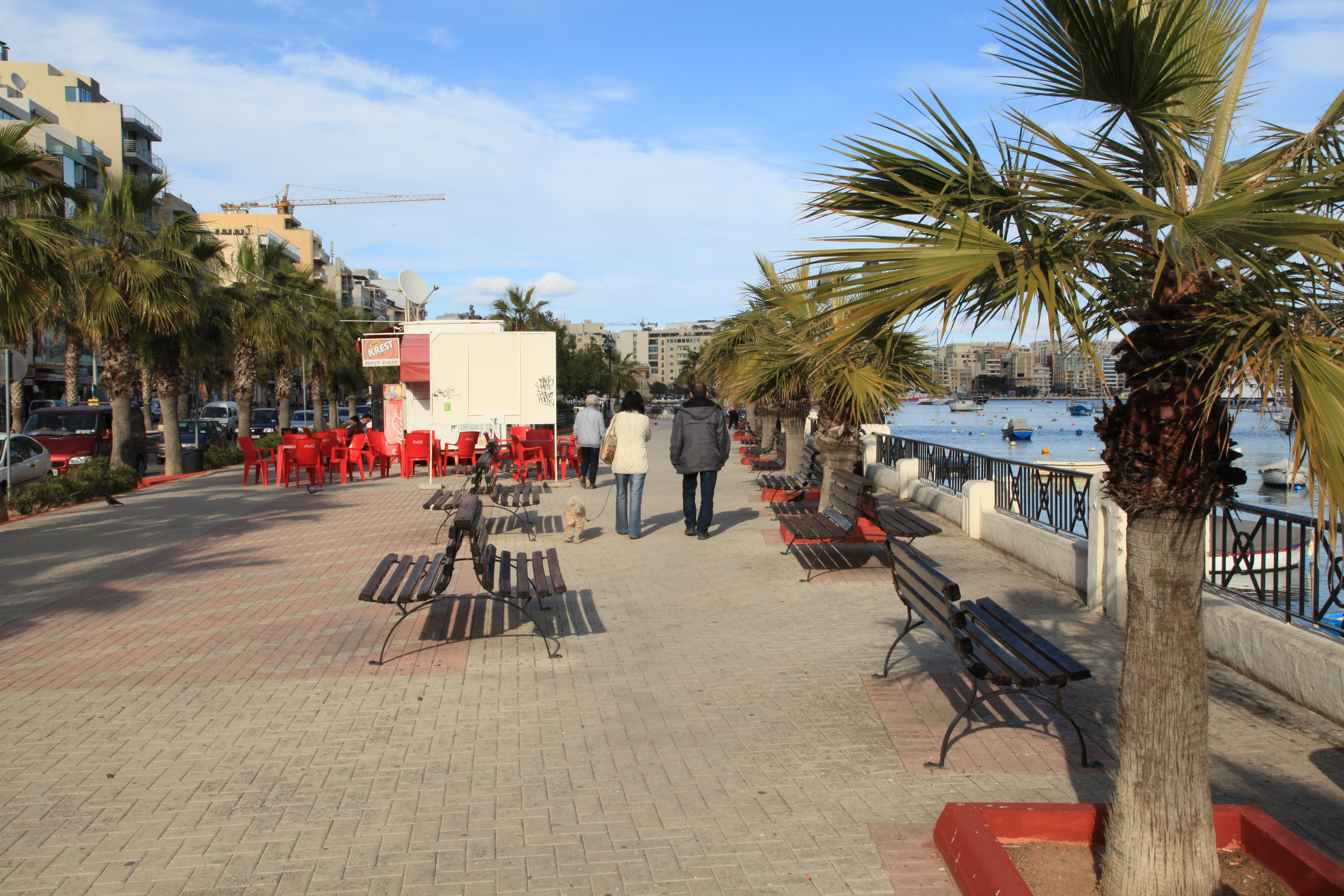
Ulica Triq Ix-Xatt zimą

## Sport
W miejscowości funkcjonuje klub piłkarski Gżira United. Powstał w 1947 roku. Obecnie gra w najwyższej maltańskiej lidze - Maltese Premier League.